# Мотор-Сити Круз
«Мотор-Сити Круз» (англ. Motor City Cruise) — профессиональный баскетбольный клуб, выступающий в Лиге развития НБА. Изначально клуб играл в Лиге ABA под названием «Лонг-Бич Джем» с 2003 по 2005 год. В 2006 году клуб стал играть в Лиге развития НБА под названием «Бейкерсфилд Джэм» и базировалась в городе Бейкерсфилд, Калифорния. В 2016 году клуб переехал в город Прескотт Валли, Аризона и сменил название на «Нортерн Аризона Санз». В 2021 году франшиза переехала в Детройт и сменила название на «Мотор-Сити Круз».

## История клуба
«Бейкерсфилд Джэм» был основан в 2006 году. Команда играла в «Джэм Ивентс Центр», который изначально планировался как тренировочная площадка. До переезда на новую арену «Джэм» играли в «Рабобанк Арена».
В 2007 году проводился конкурс среди болельщиков на лучшее новое название команды. Одними из вариантов были «Десперадос», «Рафнекс» и «Ойлерз», также был вариант с сохранением слова «Джэм». 17 мая 2007 года представители клуба заявили, что название «Бейкерсфилд Джэм» остаётся в силе, так как этот вариант победил в конкурсе. После конкурса в «Джэм» решили изменить основной цвет эмблемы. Он был изменён с синего на красный.
29 апреля 2009 года была информация о том, что «Бейкерсфилд Джэм» может прекратить своё существование. Однако 18 июня в клубе опровергли эту информацию и заявили, что «Джэм» будет выступать в сезоне 2009/10.

Лого «Нортерн Аризона Санз»

29 июля 2020 года «Детройт Пистонс» объявили, что организация приобрела «Нортерн Аризона Санз» у «Финикс Санс» и переносит франшизу в Детройт с сезона 2021/2022. Также было объявлено, что «Гранд-Рапидс Драйв» больше не будет принадлежать «Детройту». 30 октября было объявлено название команды «Мотор-Сити Круз».
17 марта 2021 года «Круз» объявил о найме Роба Мерфи на должность президента и генерального менеджера. Помощник тренера «Пистонс» Диджей Баккер был назначен первым главным тренером «Круза» 23 августа.